# Czlou
Czlou – wieś w Gruzji (Abchazji), w regionie Oczamczyra. W 2011 roku liczyła 1609 mieszkańców.